# Kochaj i rób co chcesz
Kochaj i rób co chcesz (ang. Love and Do What You Want) – polsko-amerykańska komedia romantyczna wyprodukowana w 1997 roku w reżyserii Roberta Glińskiego. Zdjęcia do filmu powstały głównie w Parysowie.
Film był emitowany w Polsacie, a obecnie powtarzany w kanałach Kino Polska, Kino TV, Zoom TV i Stopklatka.

## Opis fabuły
Film opowiada o losach absolwenta konserwatorium w klasie organów Sławka Wiśnika, który nie dostaje stypendium w Niemczech i wraca do swego rodzinnego miasta, Kaliszewa. Tam otrzymuje pracę jako organista, a następnie wyjeżdża, by grać w klubie na fortepianie muzykę disco polo. Jego podejście do muzyki dyskotekowej zmienia się, choć nadal komponuje muzykę organową.

### Samanti
Jedną z drugoplanowych postaci, która wpływała na losy i transformacje poglądów muzycznych bohatera filmu była Samanti – fikcyjna gwiazda muzyki disco polo. W rolę wcieliła się Katarzyna Bujakiewicz.
Samanti to pseudonim artystyczny stworzony przez Łucję Werczak, producentkę muzyki disco-polo. Według artystki słowo „samanti” znaczyło po cygańsku „córkę wiatru”. Jej prawdziwe imię to Jolanta Wężyk. „Stworzyła” i wypromowała ją Łucja Werczak. Samanti związana jest z BOLO (Boleslawem) Werczakiem, jednak nie darzy go faktycznym uczuciem.
Samanti jest pierwszą gwiazdą disco polo i ikoną tego rodzaju muzyki w filmowej rzeczywistości „Kochaj i rób co chcesz”. W filmie Samanti, która szuka przeboju na swoją nową płytę, dokonuje kradzieży piosenki Tylko ty autorstwa Sławka Wiśnika. Wersja Samanti – bardziej dyskotekowa i elektroniczna – nosi tytuł Nikt inny. Teledysk promujący nagranie przedstawia Samanti tańczącą nad jeziorem w złotym kostiumie.

## Obsada aktorska
- Rafał Olbrychski − Sławomir Wiśnik
- Witold Wieliński − Kazimierz Wiśnik
- Krystyna Rutkowska-Ulewicz − Wiśnikowa
- Monika Kwiatkowska − Agnieszka Nowak
- Marcin Miller − piosenkarz w klubie
- Henryk Bista − profesor Wilczewski
- Jerzy Trela − Zenon Nowak
- Ewa Kasprzyk − Nowakowa
- Zbigniew Zamachowski − Lech Ryszka
- Jan Frycz − Bolesław „Bolo” Werczak
- Dorota Kamińska − Łucja Werczak
- Katarzyna Bujakiewicz − Samanti
- Krzysztof Globisz − proboszcz
- Andrzej Grabowski − Sierżant żandarmerii wojskowej
- Arkadiusz Nader − Policjant
- Tomasz Lengren − Wiesław Ślaski
- Tomasz Sapryk − Tolek
- Sławomir Świerzyński − Janusz Bukowski
- Marek Serafin − chłopak Samanti
- Ryszard Chlebuś − kierowca autobusu
- Paweł Deląg − Darek
- Wojciech Kalarus − autor piosenek
- Agata Buzek – Larysa Kwiatkowska, (Ruda Czapla)

## Nagrody filmowe
- 1999 – nagroda aktorska, nagroda specjalna organizatorów za drugoplanową rolę kobiecą (Samanti) dla Katarzyny Bujakiewicz na Przeglądzie Filmowym „Prowincjonalia”
- 1999 – Orzeł, Polska Nagroda Filmowa w kategorii za najlepszy dźwięk za rok 1998 dla Lecha Brańskiego;
- 1999 – Orzeł, Polska Nagroda Filmowa (nominacja) w kategorii za najlepszy montaż za rok 1998 dla Elżbiety Kurkowskiej.